# WILL (アダルトビデオ)
株式会社WILL（ウィル）は、日本の映像制作会社。

## 概要
株式会社ABCとして設立後、DMM.comグループに属していた。大手アダルトビデオメーカー株式会社CA（北都／アウトビジョン）を吸収合併し、株式会社WILLに改称した。
2021年現在、後述のWILL系列のAV作品の配信に関しては同じDMMグループであったFANZAでしか観ることができない。
俗にメーカーと言われている、MOODYZ（ムーディーズ）、S1（エスワン）、アイデアポケット、本中などの作品を内部部署として製作するアダルト業界トップクラスの映像制作会社。このほか下請け企業、グループ企業とビデオゲーム制作など様々事業を手掛ける。

## 沿革
- 2016年7月、株式会社ABCとして設立。
- 2016年12月、株式会社CA（旧社名は北都）を吸収合併[4]。株式会社WILLに改称。

## 主な傘下メーカー
内部メーカーを含む。
- MOODYZ（2000年9月発足）[5]
- エスワン (S1 NO.1 STYLE)（2004年11月設立）[6]
- MUTEKI（2008年9月設立）[7]
- マドンナ（2003年12月設立）
- アイデアポケット（2002年取扱開始）[8]
- Fitch（2011年5月マドンナより独立）[9]
- アタッカーズ（2002年取扱開始）[10]
- 本中（中出し専門メーカー）（2010年12月設立）
- OPPAI（巨乳専門メーカー）（2008年4月設立）
- kawaii*（カワイイ*）（2006年11月設立）[11]
- ワンズファクトリー[12] （2013年から株式会社WILLに属している。）
- 変態紳士倶楽部（マッサージ・盗撮専門メーカー）（2015年4月設立）[13]
- 溜池ゴロー（2006年2月MOODYZより独立）
- プレミアム (PREMIUM)（2006年3月設立）
- E-BODY（2007年設立）[14]
- 痴女ヘブン（痴女専門メーカー）
- ナンパJAPAN（素人ナンパ専門メーカー）[15]
- kira☆kira（キラ☆キラ）（2007年1月設立）[16]
- ダスッ!（2007年4月設立）
- Rookie（2009年3月設立）
- えむっ娘ラボ（M女専門メーカー）（2016年1月設立）[17]
- ビビアン（レズビアン専門メーカー）（2014年5月設立）[18]
- 無垢（2007年8月設立）[19]
- エムズビデオグループ[20]
- BeFree（2008年10月設立）[21]
- V（ヴィ）（2006年10月設立）[22]
- はじめ企画（元々はソフト・オン・デマンドグループだった。）[23]
- HHHグループ
  - Hunter
  - ROYAL（ロイヤル）
  - Hsoda

### 活動を停止した主なメーカー
- ZUKKON/BAKKON（乱交専門メーカー）（2012年5月設立 - 2019年11月）[24]
- 乱丸（2008年6月設立 - 2019年11月）[25]
- OPERA（2005年10月設立 - 2023年8月）
- ヤリマン伝説（2016年1月設立 - 2017年10月）[26]
- teamZERO（2013年10月設立 - 2021年4月）[27]
- ミニマム（2011年9月設立 - 2017年10月）[28]
- 未満（2006年12月設立 - 2024年1月）
- (HHHグループ)
  - ATOM
  - Apache
  - お夜食カンパニー
  - ゴールデンタイム
  - JACKPOT SYSTEM（ジャックポットシステム）

## オンラインゲーム
AV GAMESレーベルで運営
- 先生、学校でしようよ！[29]
- ハーレムオブパイレーツ
- 特命！ハメまくりカンパニー
- 戦国愛撫～CHIGIRI～
- 美少女全鑑☆キャンパス編
- オトナのナンプレ
- オトナの二角取り

### 運営終了
- GALギャング！！ ～AV女優大乱交バトル～ - 2017年3月2日終了。
- ドスケベ極道伝 女をイカせて天下を狙え！ - 2017年5月29日終了。
- Girls HERO[30] - 2017年9月29日終了。
- アイドルフェスティバル サンシャインスターズ[31] - 2018年3月20日終了。
- AVアイドルプロデューchu - 2018年5月14日終了。
- ガーディアン・ミストレス - 2018年12月17日終了。
- ヒロイックメイデン[32][33] - 2019年3月29日終了。
- 人妻浮気探偵 - 2019年4月26日終了。
- キャバ王〜キャストは全員AV女優〜 - 2019年10月21日終了。
- ハーレムコロリッジ - 2020年3月31日終了。
- 新宿スカウトバトル[34] - 2020年10月30日終了。